# Мишааль ибн Абдалла Аль Сауд
Мишаа́ль ибн Абдалла́ ибн Абду́л-Ази́з А́ль Сау́д (араб. مشعل بن عبدالله بن عبد العزيز آل سعود‎; род. 25 ноября 1970, Эр-Рияд, Саудовская Аравия) — губернатор двух провинций Наджран в 2009—2013 годах и провинции Мекка в 2013—2015 годах. Шестой сын шестого короля Абдаллы.

## Биография

### Ранняя биография и образование
Принц Мишааль родился 25 ноября 1970 года в Эр-Рияде. Он был шестым сыном короля Абдаллы. Его матерью была Тати бинт Мишан Аль Фейсал Аль Джарба. У него есть родной младший брат принц Турки (род. 1971).
В 1995 году окончил Университет короля Сауда, получил доктора философии и степень политических наук.

### Карьера
С 1997 по 2003 год работал в Национальной гвардии, как глава компьютерного департамента.
С 2003 по 2006 год работал в министерстве иностранных дел.
В ноябре 2006 года привёл делегацию своей страны в генеральную ассамблею ООН.

### Губернатор двух провинций
1 апреля 2009 года был назначен губернатором провинции Наджран.На этой должности он сменил Мишааля ибн Сауда. Консервативная политика Мишааля ибн Сауда привела к столкновению между исмаилитами и полицией, при нём арестовывали исмаилитских священнослужителей, исмаилиты подвергались дискриминации. Король Абдалла уволил племянника и назначил на его место своего сына. Мишааль ибн Абдалла начал социальную программу по решению проблем исмаилитов. Назначение его стало позитивом по отношению к исмаилитам.
22 декабря 2013 года Мишааль ибн Абдалла стал губернатором Мекки. На этой должности он сменил Халида ибн Фейсала.
23 января 2015 года умер король Абдалла.. Королём стал его младший брат Салман, который 29 января снял его с этой должности и вернул принца Халида ибн Фейсала на этот пост.

### Арест
В ноябре 2017 года был арестован вместе с со своими братьями и другими членами династии, освобождён в декабре этого же года.

### Личная жизнь
У него 2 жены, от второй жены Нуф бинт Бандар Аль Сауд две дочери-двойняшки: принцесса Сита и принцесса Мишааль.